# 長崎県立島原特別支援学校
長崎県立島原特別支援学校（ながさきけんりつしまばらとくべつしえんがっこう）は、長崎県島原市（分教室は雲仙市）にある県立特別支援学校。小・中学部と高等部、南串山分教室と場所が3か所に分かれている。

## 概要
所在地
- 本校（小・中） - 〒855-0043 長崎県島原市新田町562番地
- 高等部 - 〒855-0871 長崎県島原市南崩山町丁2800-3番地（北緯32度45分25.0秒 東経130度22分7.4秒 / 北緯32.756944度 東経130.368722度）
- 南串山分教室（小・中）- 〒854-0703　長崎県雲仙市南串山町丙9436番地2（北緯32度40分50.2秒 東経130度9分4.6秒 / 北緯32.680611度 東経130.151278度）

校訓
- 本校・分教室（小・中） - 「にこにこげんきな子ども、のびのびなかよし子ども、こつこつがんばる子ども」
- 高等部 - 「健康、協力、自立」

校歌
- 本校（小・中）- 作詞は上田進、作曲は小川明子による。歌詞は3番まである。
- 高等部 - 作詞は宮﨑金助、作曲は樋渡憲三による。歌詞は4番まである。
- 南串山分教室

作詞は朝長邦寿、作曲は友永仁による。歌詞は3番まであり、式典や行事等の際、上記の本校の校歌と南串山分教室の歌が歌われている。
学部
- 小学部
- 中学部
- 高等部

## 沿革
- 1978年（昭和53年）
  - 4月 -「長崎県立島原養護学校」が開校。島原市立第三小学校を仮校舎とする。
  - 7月 -校舎が完成、移転。
- 1979年（昭和54年）
  - 1月 - 開校式典を挙行、校旗・校歌を制定。
  - 4月 - 南高来郡南串山町に長崎県立南串山養護学校が開校。長崎県立口加高等学校旧南串山分校校舎を仮校舎とする。
  - 6月 - 南串山養護学校の校舎が完成。
  - 9月 - 南串山養護学校が新校舎に移転、校旗と校歌が制定。
- 1986年（昭和61年）4月　-南串山養護学校を統合し、長崎県立島原養護学校南串山分校とする。
- 2005年（平成17年）4月 -高等部を設置、南串山分校が南串山分教室になる。
- 2008年（平成20年）10月 -創立30周年記念祭を開催。
- 2010年（平成22年）4月 -長崎県立島原養護学校から「長崎県立島原特別支援学校」（現校名）へ変更。

## 部活動
- 高等部に陸上部がある。

## アクセスと周辺
- 本校（小・中）
  - 島原鉄道 「島原駅」
  - 島鉄バス「島原駅前」バス停
  - 国道251号
    - 駅から見て海（島原湾）側にある。島原城とは反対側。
    - 原田形成外科や前田病院が隣接している。

- 高等部
  - 島鉄バス「中央高校前」バス停
  - 2008年（平成20年）3月まで島原鉄道が運行しており、「秩父が浦駅」があったが、廃線となった。
  - 島原中央高等学校やプラスナイロン島原工場が隣接している。
  - 周辺には島原市立第三中学校や島原市立第三小学校がある。

- 分教室
  - 島鉄バス「南串中学校前」バス停
  - 周辺には南島原市立南串山中学校や南串山郵便局がある。